# Michael Lazar Biedermann

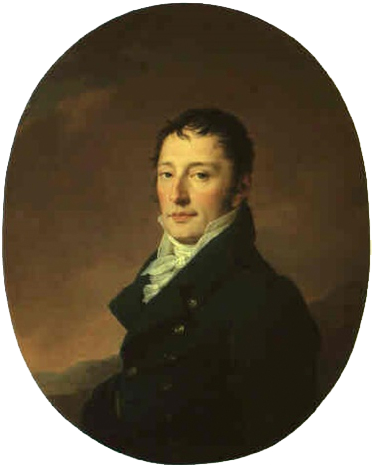
Michael Lazar Biedermann, porträtiert von Johann Baptist von Lampi

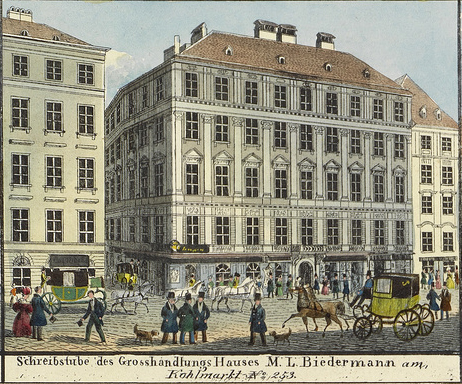
Geschäftsräumlichkeiten des Großhandlungshauses M. L. Biedermann am Wiener Kohlmarkt (ca. 1830–1840)

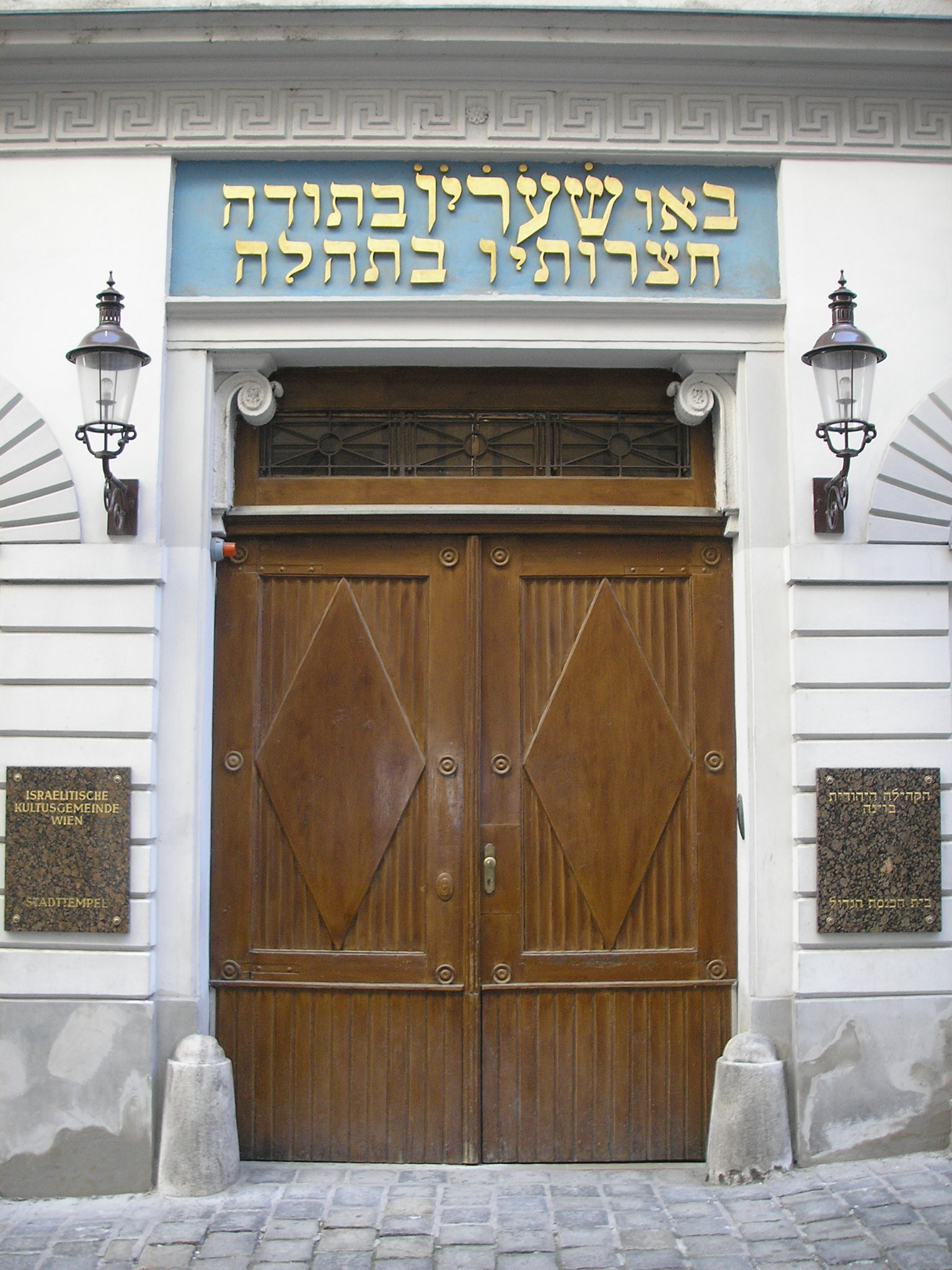
Haupteingang der Wiener Synagoge „Stadttempel“

Michael Lazar Biedermann (* 13. August 1769 in Pressburg (heute Bratislava, Slowakei); † 21. August 1843 in Gutenbrunn bei Baden (Seit 1850 in Baden eingemeindet)) war ein kaiserlich-österreichischer Großhändler, K.k. Hofjuwelier, Bankier und Fabrikant. Er war Philanthrop und Mitbegründer der jüdischen Kultusgemeinde in Wien und Mitinitiator des Baus der ersten Wiener Synagoge „Stadttempel“.

## Leben
Michael Lazar Biedermann kam im Alter von 15 Jahren mittellos nach Wien und machte dort eine Lehre als Graveur. 1787 erhielt er einen Preis für Wachsmodellierung und 1789 bekam er einen weiteren Preis für Gravur. Nachdem er 1792 die Erlaubnis erhalten hatte in Wien als Siegelstecher zu arbeiten, gelang ihm der berufliche Durchbruch, als er 1798 den Auftrag erhielt das kaiserliche Siegel zu gravieren. Im Jahr 1800 eröffnete Biedermann ein Juweliergeschäft, „M.L. Biedermann & Sohn“. 1830 wurde er zum K.k. Hofjuwelier ernannt.
1802 begann Biedermann sich ein zweites wirtschaftliches Standbein aufzubauen, als er nach einem Besuch auf der Leipziger Messe in den Wollhandel einstieg und Wien schnell zu einem Zentrum des internationalen Wollhandels machte. 1808 erhielt er die staatliche Lizenz sich als Großhändler zu betätigen. Bald begann Biedermann neben dem Wollhandel auch auf Wollprodukte aus eigener Fertigung zu setzen mit Fabriken in Wien, Niederösterreich und Teltsch (Mähren). Nach dem Vorbild der Industriellen Revolution in Großbritannien setzte er dabei sehr auf neue technische Innovationen. So errichtete er u. a. die erste Wollsortierungsfabrik im österreichischen Kaiserreich mit fast 3000 Arbeitern.
Um beim Ausbau seines Wirtschaftsimperiums von fremdem Geld unabhängig zu sein, richtete er 1808 dann noch sein eigenes Bankhaus ein, „M. L. Biedermann & Comp.“, eines der ersten im Österreichischen Kaiserreich. Als die kaiserlich-österreichischen Staatsfinanzen nach den Napoleonischen Kriegen in Schieflage gerieten, unterstützte Biedermann 1816 die Gründung der ersten Staatsbank durch die Zeichnung eines erheblichen Teils der von dieser ausgebenden Aktien. Diese „privilegirte Oesterreichische National-Bank“  wurde zur Vorgängerin der heutigen Österreichischen Nationalbank.
Biedermann spielte eine führende Rolle bei der Organisation der ersten Israelitischen Kultusgemeinde in Wien und setzte sich sehr für die jüdische Emanzipation ein. Von 1806 bis zu seinem Tod 1843 war er fast ununterbrochen Repräsentant derselben. 1812 war er wesentlich an der Gründung einer jüdischen Schule und 1826 an der ersten Wiener Synagoge, dem „Stadttempel“, beteiligt. Neben zahlreichen anderen wohltätigen Stiftungen gründete er ein jüdisches Hospital. Außerdem holte er den Rabbiner Isaak Mannheimer nach Wien.

## Familie
Michael Lazar Biedermann wurde 1769 in Pressburg als Sohn des Händlers Hayum (Chaim) Löb (Löw) Freistadt (seit 1787 Biedermann, 1737–1817) und seine Frau Rosalie Resel Trebitsch (1748–1799) geboren. Den Familiennamen Biedermann anstelle seines Vaters Namen Freistadt nahm er 1803 in Wien an. Am 14. Mai 1799 heiratete er in Wien Charlotte Goldstein (1784–1838), ältestes Kind des Wiener Juweliers Abraham Löwy (ca. 1740–1813) und seiner Frau Charlotte Caroline Sinzheim (ca. 1766–1800). Mit ihr hatte Biedermann zwölf Kinder.
Michael Lazar Biedermanns Sohn Simon Biedermann (seit 1860 Simon Ritter Biedermann von Túrony, 1804–1864) betrieb die Großhandelsfirma und die Bank seines Vaters weiter. Zwei weitere Söhne Biedermanns, Joseph Biedermann (1809–1867) und Anton (Albert) Biedermann (1814–1870), führten als K.k. Hofjuweliere das Juweliergeschäft ihres Vaters weiter. Michael Lazar Biedermanns Tochter Betty (Babette) Biedermann (1805–1855) war mit Raphael Mayer Kaulla (1803–1871), einem Enkel der Hoffaktorin Karoline Kaulla (1739–1809), verheiratet. Dieser Raphael Mayer Kaulla war auch Prokurist und Gesellschafter der Großhandelsfirma seines Schwiegervaters.
Bei seinem Tod 1843 hinterließ Michael Lazar Biedermann seinen Nachkommen ein Vermögen von 16 Millionen Gulden.